# I Shall Be Released
I Shall Be Released è un brano musicale composto dal cantautore statunitense Bob Dylan nel 1967.
Il gruppo musicale The Band incluse la propria versione del brano nell'album Music from Big Pink (1968), con Richard Manuel alla voce solista, e Rick Danko e Levon Helm alle armonie vocali. La canzone venne inoltre eseguita dal vivo verso la fine del concerto di addio alle scene del gruppo, The Last Waltz. Durante l'esibizione, tutti gli artisti che avevano partecipato al concerto (escluso Muddy Waters) più Ringo Starr e Ronnie Wood, si unirono ai musicisti sul palco per cantare la canzone.

## Il brano
Dylan registrò due versioni della canzone. La prima durante le famose "sessioni in cantina", i cosiddetti Basement Tapes, del 1967 e questa primigenia versione venne inclusa nell'album Bootleg Series 1-3 del 1991 e nel cofanetto antologico The Bootleg Series Vol. 11: The Basement Tapes Complete (2014). Dylan registrò il brano una seconda volta nell'ottobre 1971, pubblicando questa nuova versione nella sua raccolta Bob Dylan's Greatest Hits Vol. II.

### Stile e contenuto
Is a man who swears he's not to blame.

All day long I hear him shout so loud,

Crying out that he was framed.

I see my light come shining

From the west unto the east.

Any day now, any day now,

I shall be released.»
c'è un uomo che giura che non ha colpe

Tutto il giorno lo sento gridare

e supplicare che lo hanno incastrato

Vedo la mia luce che splende

da ovest ad est

Da un momento all'altro, da un momento all'altro

sarò liberato.»
(I Shall Be Released, Bob Dylan)
Il brano risente dell'influenza della musica gospel, combinando immagini di redenzione religiosa, o liberazione dal peccato, con riferimenti letterali al rilascio di un detenuto dalla prigione. David Yaffe nel suo saggio The Many Roads of Bob Dylan descrisse il brano come un "canto di prigionieri redenti". Il cantante descrive la vita dietro le sbarre riflettendo su come ci sia capitato, e concludendo che comunque, alla fine verrà liberato. Lo scrittore Mike Marqusee disse che "il narratore in prima persona della canzone parla da una cella carceraria". Il carcere - e di riflesso la crudeltà e l'ingiustizia del sistema giudiziario - sono motivi ricorrenti nell'opera di Dylan, ma in questa composizione Dylan associa l'idea dell'imprigionamento personale a questioni sociali più grandi combinandole con un ancestrale bisogno di libertà.

## Cover
Nel 1969, il gruppo armonico giamaicano The Heptones reinterpretò I Shall Be Released in versione reggae per l'etichetta Studio One, e successivamente nel 1976 sull'album Party Time. I Shall Be Released è stata poi reinterpretata da molti altri artisti; tra i tanti ricordiamo: Jacob Miller & Inner Circle, The Youngbloods, The Earl Scruggs Revue, The Marmalade, Joan Baez, Peter, Paul and Mary, Joe Cocker, Tremeloes, Bette Midler, The Box Tops, The Byrds, Ricky Nelson, Melissa Etheridge, Coheed and Cambria, Tom Robinson Band, Nina Simone, The Slackers, Paul Weller, Jerry Garcia Band, Sting, Deftones, The Hollies, Pearls Before Swine, OK Go, Beth Rowley, Ken Lazarus, Big Mama Thornton, Chatham County Line, The Flying Burrito Brothers, Jack Johnson, Martin Harley, Kiosk, Maroon 5, Miriam Makeba, e Mahotella Queens.
La canzone è stata tradotta in italiano da Francesco De Gregori, che l'ha intitolata Come il giorno e l'ha inserita nell'album del 2003, Mix.
La canzone è stata eseguita dal vivo da, tra gli altri, Jeff Buckley, Johnny Cash, Gene Clark, Coheed and Cambria (con Warren Haynes), Jerry Garcia Band, The Magic Numbers, Martha Wainwright, Wilco, Fleet Foxes, Jack Johnson, Joe Cocker, Ben Harper, U2, Mary Travers, Joni Mitchell, The Who, Neil Young, Eddie Vedder, Chrissie Hynde, Zac Brown Band, The Band of Heathens, Mama Cass Elliot, Old Crow Medicine Show, Megafaun, Christy Moore con Declan Sinnott, The Wood Brothers. In aggiunta, i Beatles eseguirono il brano in versione informale nel corso delle sessioni per il progetto Get Back/Let It Be, e Elvis Presley nel maggio 1971 accennò la canzone in studio. La sua parziale versione venne infine pubblicata nel 1995 all'interno del cofanetto Walk a Mile in My Shoes: The Essential 70s Masters. È la canzone che chiude il film Captain Fantastic.

## Musicisti
Versione The Band (1968)
- Rick Danko – basso, armonie vocali
- Levon Helm – batteria, armonie vocali
- Garth Hudson – organo
- Richard Manuel – voce solista e armonie vocali, pianoforte
- Robbie Robertson – chitarra elettrica

Versione Bob Dylan (1971)
- Bob Dylan - voce solista
- Happy Traum - banjo, armonie vocali